# Voyage à la Maladetta

Voyage à la Maladetta est un livre écrit par Albert de Franqueville. Publié en 1845, il relate la première ascension du pic d'Aneto, point culminant des Pyrénées, qui eut lieu en juillet 1842, l'auteur étant l'un des six membres de l'expédition.
Selon Henri Beraldi, cet ouvrage est l'« un des récits les plus essentiels et des plus glorieux du pyrénéisme [...] L'allure est belle, le style simple, l'exactitude évidente. »

## Contexte
Au XIXe siècle, les classes dirigeantes se prennent de passion pour l'alpinisme et de nombreux nobles et bourgeois louent les services des montagnards devenus guides, pour les mener vers les plus hauts sommets et y réaliser des ascensions, et surtout des « premières ».
Chasseur amateur, Albert de Franqueville parcourt les Pyrénées pour y trouver des plantes et des trophées de chasse ; d'ailleurs, les guides qui le mènent vers l'Aneto sont avant tout chasseurs d'isards.
À Bagnères-de-Luchon, il rencontre l'explorateur russe Platon Tchikhatchov qui a déjà effectué de nombreuses ascensions avec son guide Pierre Sanio, de Luz. En juillet 1842, ils réalisent ensemble la première ascension du pic d'Aneto, appelé en son temps le Néthou, point culminant des Pyrénées, en compagnie de trois autres guides : les luchonnais Pierre Redonnet (dit Nate), Bernard Arrazau (dit Ursule), et Jean Sors (dit Argarot). Pour éviter le glacier, situé en face nord, qui constitue aujourd’hui la « voie normale », mais qui est alors la terreur des ascensionnistes depuis la disparition du guide Pierre Barrau dans le glacier voisin de la Maladeta, l’équipe contourne le massif et l’aborde par le sud. Deux jours après, Franqueville reprend le chemin du Néthou, en s'arrêtant à la Rencluse tandis que Platon Tchikhatchov, avec un professeur de chimie de Bordeaux, M. Laurent, rejoignent de nouveau le sommet pour y faire des observations scientifiques.

## Le récit
Après avoir esquissé le contexte culturel de la Maladetta vu depuis Bagnères-de-Luchon et l'historique des mesures de l'altitude et les tentatives d'escalade du « Néthou », Franqueville évoque, tout aussi rapidement, son envie d'atteindre le point culminant des Pyrénées et sa rencontre avec « M. de Tchihatcheff » (Platon Tchikhatchov), « poussé par le désir de tenter cette même entreprise ».

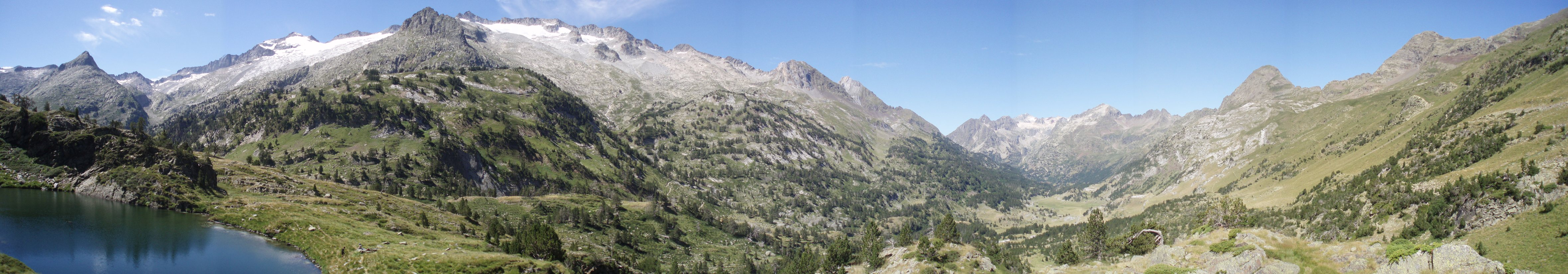
Le massif de la Maladeta depuis la vallée de Bénasque.

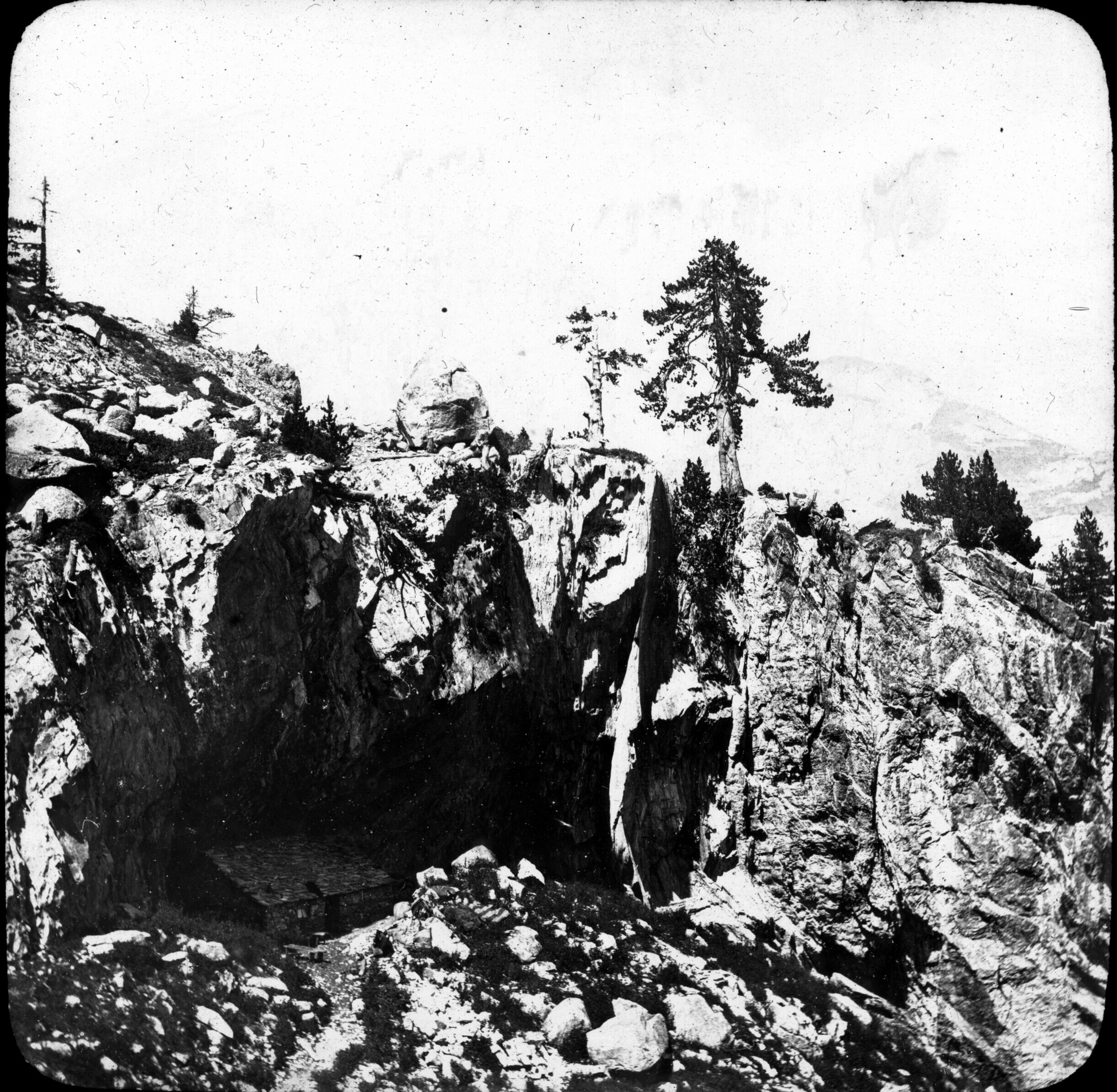
Rencluse de la Maladetta (photo d'Eugène Trutat), vers 1900.

Le 18 juillet 1842, Franqueville, Tchikhatchov et quatre guides quittent Luchon à cheval pour gagner le port de Venasque en suivant la vallée de la Pique. Arrivé au port de Venasque, Franqueville consacre plusieurs pages à la description de la Maladeta de celle du sentier suivant la vallée de l'Ésera jusqu'à la « rencluse de la Maladetta », un abri sous roche où ils décident de passer la nuit. Pendant que les guides installent le campement, les deux touristes contemplent le paysage. Puis les six hommes doivent essuyer un violent orage, dont la description occupe plusieurs pages.
Le lendemain, les pyrénéistes poursuivent leur chemin en contournant la montagne par l'ouest, passent devant le pic d'Albe, au-dessus du lac d'Albe, longent le lac de Gregonio et parviennent, à trois heures de l'après-midi, à une cabane de berger où ils décident de passer la nuit. Ils doivent disputer cet abri, très inconfortable, à des cochons sauvages qui y avaient élu domicile. Ils sont réveillés en pleine nuit : le toit de tourbe de la cabane a pris feu.
Le 20 juillet, les voyageurs atteignent, en deux heures de marche, le lac de Coroné. De là, ils attaquent le glacier, malgré les nuages menaçant. À mi-hauteur, il faut décider laquelle des deux voies entrevues prendre : ils décident d'emprunter celle de la face nord. Arrivés en haut du glacier, il leur faut essuyer un nouvel orage. Ils parviennent cependant au pied de l'Aneto proprement dit, où règne un temps calme, enveloppé d'un brouillard qui les fait hésiter. Deux voies à nouveau s'offrent à eux : un glacier ou une paroi rocheuse. Les guides essaient les rochers, qui semblent impraticables, mais reviennent avec la nouvelle que les nuages sont dissipés au-dessus. Il est donc décidé de prendre la voie du glacier, qui s'avère facile, même si Tchikhatchov éprouve le besoin de s'arrêter pour se reposer quelques instants.

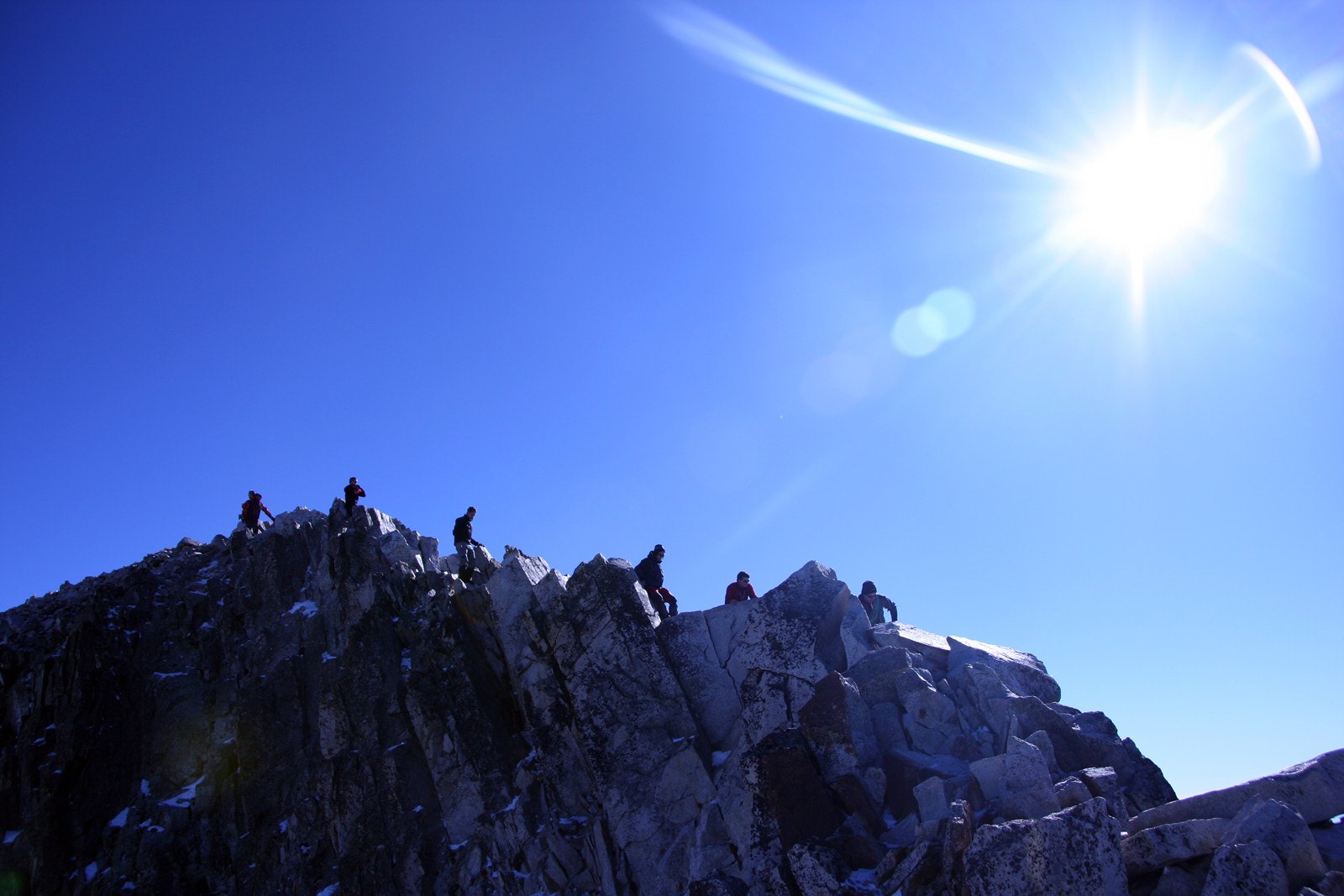
Le pont de Mahomet.

Parvenus au-dessus du glacier sans grande difficulté, les six marcheurs pensent avoir atteint le sommet, quand ils voient devant eux une aiguille d'environ dix mètres de haut. Pour l'atteindre, il faut franchir un passage extrêmement étroit et peu praticable, cerné de deux précipices, que Franqueville appelle « pont de Mahomet ». Après avoir hésité, ils traversent sans difficulté ce passage dangereux et atteignent le sommet où les guides dressent un cairn.

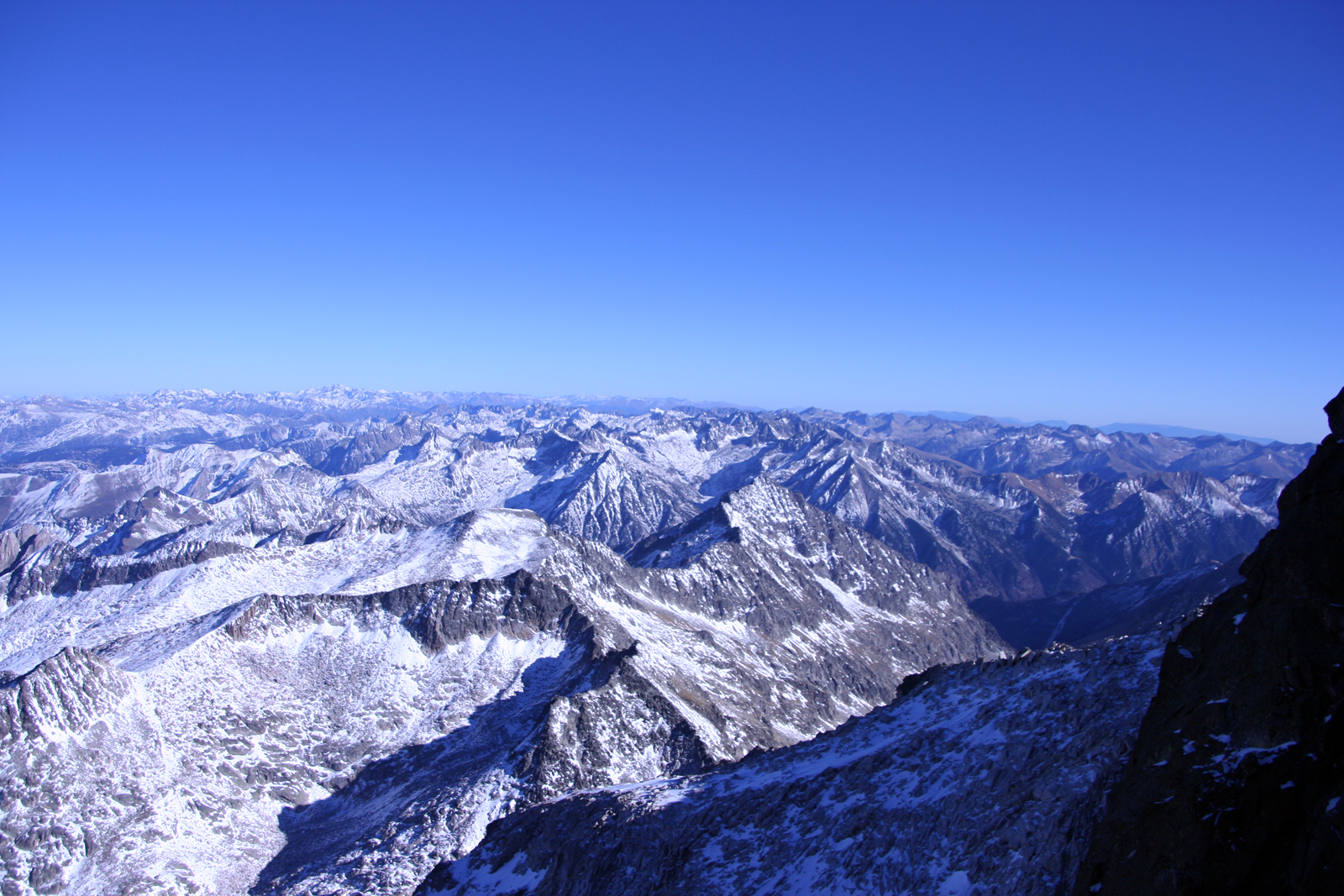
Vue depuis le sommet de l'Aneto.

Le récit se poursuit par une description du sommet et de la vue qu'il offre. Après avoir déposé une bouteille contenant un morceau de papier portant leurs noms et la date de l'ascension, les six hommes redescendent. Ils ont passé une heure au sommet. Il s'avère que le chemin le plus court pour redescendre est de prendre le glacier, mais les chasseurs d'isards, qui craignent la glace, refusent. Un récent accident a encore accru leur crainte. Franqueville, dans son récit, rappelle cet accident. Il est décidé de redescendre par le même chemin qu'à l'aller. La nuit suivante est passée de nouveau à la Rencluse. La dernière partie du trajet est différente : il est décidé de passer par le Trou du Toro et le port de la Picade.
Dès leur retour à Luchon, les six hommes décident de remonter pour prendre des mesures scientifiques. Franqueville reste à la Rencluse pour prendre des mesures barométriques pendant que ses compagnons montent prendre des mesures analogues en haut de l'Aneto. Ils estiment ainsi sa hauteur à 3 370 m. Le récit s'achève par diverses mesures : hauteur de l'Aneto, températures de l'eau de sources et torrents ainsi que de l'air, hygrométrie au sommet.

## Après leVoyage
Platon Tchikhatchov a publié deux textes relatant sa conquête du sommet des Pyrénées : un récit assez bref, publié le 28 août 1842, connu seulement de quelques pyrénéistes et un texte plus ample intitulé Ascension au Pic de Néthou, publié en octobre de la même année. Son récit a vite été occulté par celui d'Albert de Franqueville, publié seulement en 1845 sous le titre Voyage à la Maladeta, mais qui devient la référence sur le sujet.
Cependant, le texte de Franqueville ne serait qu'une mauvaise copie de celui de Tchikhatchov, sauf au sujet de la deuxième ascension car Franqueville n'y participa pas. Sa remarque négative sur le style de Ramond de Carbonnières au sujet de son récit sur le Mont-Perdu au début de son texte, semble une des raisons qui ont poussé les pyrénéistes les plus fervents comme Beraldi, à réduire son rôle à celui de comparse de Franqueville alors qu'il semble au contraire avoir été le chef de l'expédition.
La postérité a gardé le nom de Franqueville et son ouvrage comme référence d'un pyrénéisme naissant en ce XIXe siècle.

## Éditions
La première édition de Voyage à la Maladetta est publiée en 1845 à Paris par L. Maison, « éditeur du Guide en France de Richard ». Elle se présente comme un petit livre in-12 de 108 pages.
Un exemplaire de l'édition originale est conservé à la bibliothèque de Pau. Les exemplaires de cette première édition sont très rares : seuls trois sont connus dans des collections privées. L'un d'eux, appartenant à Henri Beraldi et portant un ex-libris, a été vendu 8 339 euros en 2010. Cette rareté est déjà mentionnée par Beraldi en 1899.
L'ouvrage a été réédité en 1911, à 200 exemplaires par les fils d'Albert de Franqueville, puis en 1977 (édition réalisée par l'association Les Amis du Livre Pyrénéen, tirée à 325 exemplaires, format in-18) et en 2007 par l'éditeur Monhelios, dans un livre regroupant le Voyage avec les récits de Tchikhatchov et un avant-propos explicatif.
En 1999, Le Dictionnaire des Pyrénées cite le Voyage à la Maladetta parmi les « soixante-dix ouvrages majeurs pour les Pyrénées (de 1601 à 1970) ».

## Sources
1. 1 2  Henri Beraldi, Cent ans aux Pyrénées, tome 1.
2. ↑  « Explorations pyrénéennes, 1901 : Bulletin trimestriel de la Société Ramond »(Archive.org • Wikiwix • Archive.is • Google • Que faire ?)
3. ↑  Franqueville 1845, p. 5, 6
4. ↑  Franqueville 1845, p. 6 à 8
5. ↑  Franqueville 1845, p. 8 à 10
6. ↑  Franqueville 1845, p. 10, 11
7. ↑  Franqueville 1845, p. 11 à 15
8. ↑  Franqueville 1845, p. 16 à 32
9. ↑  Franqueville 1845, p. 33 à 40
10. ↑  Franqueville 1845, p. 41 à 53
11. ↑  Franqueville 1845, p. 54 à 69
12. ↑  Franqueville 1845, p. 69 à 72
13. ↑  Franqueville 1845, p. 72 à 75
14. ↑  Franqueville 1845, p. 73 à 103
15. ↑  Franqueville 1845, p. 103 à 108
16. ↑  Selon Renaud de Bellefon, Un récit oublié...l'Aneto sans pyrénéisme.
17. 1 2 3  Ouvrages rares sur les Pyrénées sur le site de l'association Les Amis du Livre Pyrénéen.
18. ↑  Patrimoine des bibliothèques d'Aquitaine
19. ↑  Première ascension au Néthou, sur le site de Monhelios.
20. ↑  André Lévy,  « Soixante-dix ouvrages majeurs pour les Pyrénées » dans Le Dictionnaire des Pyrénées, Toulouse, Privat, 1999, 923 p. (ISBN 2708968165).

### Éditions duVoyage
- Albert de Franqueville, Voyage à la Maladetta, Paris, L. Maison, 1845, 108 p. (lire en ligne)
- Albert de Franqueville, Voyage à la Maladetta : (première ascension) juillet 1842, Pau, Vignancour, 1911, 108 p.
- Albert de Franqueville, Voyage à la Maladetta, Pau, Amis du Livre Pyrénéen, 1977, 102 p.
- Albert de Franqueville, Platon Tchikhatchov et Philippe Fermigier, Première ascension du Néthou, Pau, Monhélios, coll. « Les grands classiques du pyrénéisme », 2007, 70 p. (ISBN 2914709536, présentation en ligne)Édition regroupant les récits de Franqueville et Tchikhatchov, précédés d'un avant-propos de Philippe Fermigier.